# Tony Daenen
Tony Daenen (15 maart 1958) is een Belgisch voormalig voetballer die speelde als doelman.

## Carrière
Daenen speelde voor Sint-Truiden, RFC de Liège, Waterschei, AA Gent en Beerschot VAC.